# CityMall
CityMall es un centro comercial ubicado en Guayaquil, Ecuador, inaugurado el 26 de octubre de 2011.
El centro comercial ocupa un área de 85,000 metros cuadrados y cuenta con 170 locales comerciales, 45 islas, un patio de comidas y seis salas de cine de la cadena Multicines. El costo de construcción del complejo alcanzó los 45 millones de dólares.
Entre los aspectos llamativos del centro comercial, está la iluminación LED que posee la fachada de la estructura y que cambia de color durante la noche.

## Historia
El complejo se desarrolló con la inversión de Corporación Favorita, Grupo Romero y Metros Cuadrados. Fue construido como parte del proyecto City Plaza, que también cuenta con edificios de suites, de oficinas y un hotel ubicados junto al mall.
Al momento de su inauguración, el centro comercial esperaba alcanzar una afluencia de aproximadamente 1,2 millones de personas al mes. En la actualidad es el tercer centro comercial más visitado de la ciudad, detrás de Mall del Sol y Mall del Sur.

## Tiendas
Algunos de los locales del centro comercial son:
- Timberland
- Aéropostale
- Marathon Sports
- Converse
- Puma
- Mc Donald's
- KFC
- Pizza Hut
- Megamaxi